# Крейн, Томас (1843–1903)
Томас Крейн (1843—1903) — английский иллюстратор.

## Биография
Родился в семье художника Томаса Крейна. Его брат, Уолтер, также был иллюстратором, а сестра, Люси, была писательницей. Крейн получил частное образование в Торки, после чего учился юриспруденции, а затем несколько лет проработал в Главпочтамте.
В начале 1860-х и 1870-х годов разработал переплет книг для Джеймса Берна. Позднее он стал директором в лондонском офисе Marcus Ward & Co, где занимался дизайном витрин и контролировал выпуск рождественских открыток и книг, некоторые из которых он также проиллюстрировал.
После паралича Крейн скончался 27 мая 1903 года в возрасте 59 лет и был похоронен на лондонском Кладбище Всех Душ.